# Dialetto eolico
Il dialetto eolico, parlato dalla stirpe greca degli Eoli, è un importante sottogruppo linguistico del greco classico. Insieme al dorico, all'attico e allo ionico, è una delle principali lingue letterarie della Grecia antica. Esso inoltre influenza fortemente l'arcado-cipriota, disceso dal dialetto miceneo: ciò ha fatto pensare che un dialetto con alcune caratteristiche proprie dell'eolico fosse già presente nella Grecia centro-meridionale un po' prima del 1000 a.C., ed abbia così influenzato le parlate del Peloponneso nella violenta fase di transizione fra l'età del bronzo e l'età del ferro.

## Area di diffusione e storia
Il dialetto eolico era diffuso in Tessaglia, in Beozia, in alcune delle isole greche del Mare Egeo settentrionale, fra cui la più importante sul piano economico e culturale era Lesbo, e nella regione dell'Asia Minore egea nota come Eolide, che gli Eoli avevano raggiunto già verso il X-IX secolo a.C.
Se, fra i dialetti greci, nell'età arcaica, lo ionico è fondamentale per essere stato la base della lingua dell'epica, della storiografia, della filosofia presocratica, della medicina, l'eolico ha un ruolo di primo piano per essere stata l'altra componente fondamentale della lingua di Omero, insieme al remoto sostrato miceneo, ma soprattutto perché è lo strumento espressivo della poesia lirica monodica di Alceo e Saffo, e in eolico, o in una lingua eolizzante, si esprimono dopo di loro gli autori lirici. L'eolico ha inoltre una metrica propria, ben separata da quella ionica, con caratteristiche proprie e distinte.
L'eolico parlato in Beozia ha anch'esso un ruolo importante nella storia della letteratura greca, poiché influenza la lingua di Esiodo e di Pindaro, al di sotto della patina omerizzante del primo e dell'espressione dorizzante del secondo, ed è la lingua in cui si esprime la poetessa lirica minore Corinna.

## Caratteristiche fonetiche del dialetto eolico
Il dialetto eolico possiede alcune caratteristiche notevoli dal punto di vista della prosodia e della fonetica, che valgono la pena di essere esaminate in dettaglio.

### Prosodia
Relativamente alle leggi di limitazione dell'accento, l'eolico si discosta da tutti gli altri dialetti greci, poiché si caratterizza per la tendenza a evitare parole ossitone, cioè con accento sull'ultima sillaba (fenomeno della baritonesi).

### Vocalismo e consonantismo - Confronto fra le varianti occidentale e orientale di dialetto eolico
L'eolico della Tessaglia e della Beozia si conserva più puro, rispetto a quello d'Asia Minore, poiché non risente dell'influsso delle vicine aree ioniche. Ai confini occidentali della Tessaglia, nella regione del Pindo l'eolico sfuma invece verso il greco nord-occidentale. Le differenze si avvertono soprattutto nel trattamento delle consonanti.
Ad esempio, l'eolico tessalo mantiene la ν davanti alla σ, in parole come πάνσα "tutta", mentre nel dialetto di Lesbo il gruppo νσ si trasforma in ισ (in ionico-attico provoca il semplice allungamento di compenso).
Un'altra caratteristica tipica dell'eolico continentale è il mantenimento del gruppo τι, là dove l'eolico insulare e microasiatico lo mutano in σι o semplice σ: ad es. προτί per πρός.
Dal punto di vista delle vocali, invece, entrambi i dialetti sono caratterizzati dal fatto che:
- Come il dialetto dorico, il greco nord-occidentale e l'arcado-cipriota, ignorano completamente la mutazione di α lunga in η, tipica dello ionico e dello ionico-attico;
- Oscurano in ι e υ (intesa come /u/) le ε e ο ionico-attiche (ὕζoς o ὕσδoς invece di ὄζoς, "ramo", in Saffo). Questo fenomeno influenza in parte anche il dorico, a causa del fatto che, come attesta fra gli altri Tucidide, gruppi di Eoli si erano infiltrati nel Peloponneso fino in Elide, lasciandovi tracce di sostrati dialettali, prima di esservi soppiantati dai Greci di nord-ovest.

Comuni all'eolico di Lesbo e a quello di Tessaglia sono anche i trattamenti dei gruppi consonantici λσ, σν, σμ, e talora dello stesso gruppo νσ di cui si è detto sopra. Questi gruppi danno luogo alla geminazione di nasale bilabiale e alveolare (μ e ν) e della liquida laterale (λ), come nel verbo ἔμμι, "io sono".
Una caratteristica interessante, sul piano delle consonanti, è il trattamento delle labiovelari micenee kw e gw, che vengono mutate in π e β anche davanti ad ε: così abbiamo in eolico πέμπε e βελφίς, invece di πέντε e δελφίς. Questo fenomeno influenza anche l'arcado-cipriota.

## Morfologia
Il dialetto eolico ha forme proprie in ampie aree della morfologia.

### Flessione nominale
Nella prima declinazione, il genitivo plurale è -αν, privo d'accento per la legge della baritonesi.
Il dialetto eolico di Tessaglia e Beozia mantiene ancora, nella seconda declinazione, il genitivo -οιο, poi semplificato in -οι.
Nella terza declinazione, il dialetto eolico ha un dativo plurale in -εσσι, generalizzato dai temi in sibilante. Le tangenze fra il dialetto eolico e il cosiddetto dialetto ionico della lingua dell'epica di Omero fanno sì che tale forma faccia capolino anche nello ionico letterario.

### Flessione verbale
L'imperativo, in eolico, sia in Anatolia, sia in Tessaglia, mostra la desinenza,  -ντον nella terza plurale: ad es.: δίδoντον (att. διδόντων). 
Nel verbo eolico si riscontra la tendenza ad estendere ai participi perfetti la declinazione dei participi presenti: così ad esempio, il participio perfetto di γίγνομαι, verbo che in eolico suona γίνυμαι (modellato analogicamente sui verbi atematici di seconda classe), si declina γεγόνων γεγόνοντος.

## Particolarità del dialetto eolico
Alcuni fenomeni particolari sono state osservati dai due grecisti Bruno Gentili e Carmine Catenacci, basandosi sui componimenti poetici di Saffo e Alceo

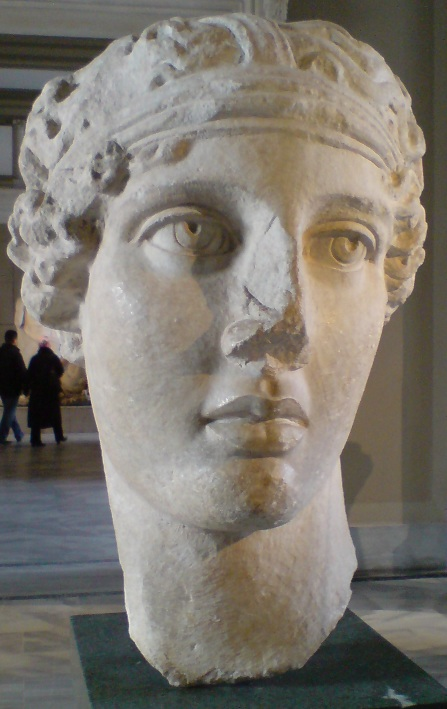
Testa di Saffo, copia romana da originale di età ellenistica, da Smirne, Museo archeologico di Istanbul

- ᾰ: davanti a consonante liquida o dopo consonante liquida, ad α breve corrisponde la o (βρόχεα anziché βραχέα[2], oppure anche μολθάκαν anziché μαλθακήν[3].
- ᾱ: eccettuato lo ionico attico, in cui si verifica il passaggio ᾱ > η, l'α lungo rimante tale, quindi in Saffo il genitivo singolare di φώνα è φώνας anziché φωνῆς. Nei nominativi singolari maschili dei temi in -α, ad ᾱ corrisponde -αι (anche se si tratta, probabilmente, non di un reale sviluppo fonetico interno al dialetto eolico d'Asia, bensì di una grafia artificiale diffusa dalla tradizione dei grammatici).
- ĕ: invece di ε si ha α negli avverbi di tempo in -οτα, come ἄλλοτα al posto di ἄλλοτε.
- ē: η originario resta immutato, ma per -ημι si ha -αιμι.
- i: la ι si consonantizza in j (una i consonantica), la preposizione διά diventa ζά, perché δ + j = ζ davanti a vocale. Anche il nome di Διώνυσος diventa Ζόνυσσος[4]. La preposizione περί talvolta diventa περρ, oppure subisce apocope.
- o: in prossimità di un suono labiale, delle volte è attestato il passaggio o > u; si tratta tuttavia di un fenomeno molto irregolare, creatosi, forse, per influsso della tradizione grammaticale.
- U: la υ diventa ι in ἰψοι = ὐψοῦ

Il lesbio perde molti dittonghi del greco comune (ει = η), nelle terminazioni dell'attico -εια femminile degli aggettivi in -υς (γλύκηα), negli aggettivi in -εις ed -εια (Κυπρογένηα).
- Nei dittonghi αι e οι davanti a vocale, si verifica, di norma, l'obliterazione di ι intervocalico: βεβάος = βεβάιως.

Nelle contrazioni: 
- α + o e α + ω = ᾱ lesbio, come nel genitivo singolare, o nel genitivo plurale dei termini in ᾱ.
- ε + α = η lesbio: ἧρος da ϝέαρος.
- ε + ε = η lesbio.
- o + o = ω lesbio, come nel genitivo singolare dei temi in -o.

Gli iati interni conseguenti alla caduta del ϝ, subiscono vari trattamenti:
- in παίς, a seguito della caduta di digamma, delle volte si verifica la creazione di dittongo, mentre altre volte il termine presenta dieresi.
- Vocale breve - ϝ - vocale lunga: le due vocali, di norma, non contraggono, ma con qualche eccezione, come nel caso di νοϝον contratto in νῶν[5]
- Vocale lunga - ϝ - vocale lunga: le due vocali, di norma, non contraggono, ma se il primo elemento della sequenza è un dittongo (e non una vocale lunga), il dittongo subisce una riduzione tramite la perdita del secondo elemento che lo costituisce, come nel caso di πόησαι.
- Vocale lunga - ϝ - vocale breve: le due vocali, di norma, non contraggono; va però notato che a volte, nei nomi propri, la lunga può abbreviarsi, come nel caso di Πήλεος.

In Saffo delle volte, si verifica la crasi, come nel caso di ὤνηρ in luogo di ὀ ἀνήρ. Oltretutto, nel dialetto eolico è frequentissima l'apocope delle preposizioni (fenomeno estraneo al dialetto ionico attico), con forme come ὄν in luogo di ἀνα; l'apocope si verifica soprattutto davanti a vocale. La consonante finale delle preposizioni tronche per apocope si assimila con la consonante seguente: ὄμναισαι da ὄνμναισαι.
Per il digamma:
- ϝ iniziale non impedisce in molti casi l'elisione né la crasi
- ϝ iniziale non fa posizione ossia non allunga la sillaba precedente in consonante. Dopo una consonante, ϝ sparisce senza lasciare traccia
- ϝ in presenza di vocale si vocalizza, dando i vari esiti spiegati nello schema degli incontri vocalici

Il digamma si conserva a inizio parola, in Saffo e Alceo, nel pronome di III persona ϝέθεν, e nell'aggettivo possessivo di III persona ϝός: ϝοῖσι; in un unico caso, digamma viene conservato davanti a ρ in un frammento di Alceo, dove è testimoniata la forma Ϝρῆξις. 
Per gli incontri consonantici:
- ππ = π greco comune: il raddoppiamento è presente solitamente negli avverbi lesbi, come ὄπποτα[6] da ὄδποδα.
- ττ = τ greco: nelle forme di ὄττις[7], dall'attico ὄτι.
- σδ lesbio = ζ del greco comune: si tratta in realtà di uno scambio puramente grafico, e non di una reale differenza a livello di pronuncia.

Per quanto riguarda la formazione dei verbi, la terminazione originaria della III persona plurale in -oντι passa in un primo momento ad -oνσι, cui segue la lenizione della nasale, che passa a iota, con conseguente dittongazione, da cui -οισι. Nella formazione dell'aoristo sigmatico, delle volte si alternano forme con geminazione di σ (-σσ-) a forme scempie. La desinenza dell'infinito presente dei verbi tematici presenta la terminazione -ην (in luogo di -ειν ionico attico). I cosiddetti verba vocalia vengono spesso flessi secondo le coniugazione atematica.

## L'eolico e la lingua omerica
Si è a lungo pensato che, fra i dialetti greci antichi, l'eolico fosse quello alla base della più remota forma dei canti epici di Omero. Nell'Ottocento uno dei filologi rappresentanti della corrente analitica della questione omerica, August Fick, cercò di retro-tradurre i poemi omerici in eolico, per dimostrare l'assunto che la patina ionica che li caratterizzava fosse stata frutto di una "normalizzazione" dialettale, avvenuta nel momento in cui le canzoni di gesta degli Eoli erano divenute patrimonio culturale degli aedi di stirpe ionica. Il tentativo di Fick fu un esempio di scoperta avvenuta per serendipità: nel momento in cui non riuscì a trovare equivalenti eolici di alcune formule ricorrenti dello stile omerico, lo studioso tedesco si rese conto che esse probabilmente risalivano ad uno strato linguistico greco molto più antico, ancora non identificato, non ionico né eolico. I problemi posti dal tentativo di Fick furono risolti nella prima metà del Novecento, con la decifrazione della Lineare B delle tavolette micenee, che rivelarono indirettamente la presenza, in Omero, di forme relitto del dialetto miceneo. Ciò non toglie che alcuni elementi eolizzanti siano presenti nel dialetto omerico.